# Lac des Sirènes
Le lac des Sirènes est situé sur la commune d'Orcières (Hautes-Alpes) dans le Champsaur (massif des Écrins), à une altitude de 2 396 mètres.

## Accès
Accès : 3h30 de marche aller-retour à partir du hameau de Merlette - Dénivelé 590 mètres, parcours facile.